# NGC 4453
NGC 4453 is een spiraalvormig sterrenstelsel in het sterrenbeeld Maagd. Het hemelobject werd op 28 januari 1784 ontdekt door de Duits-Britse astronoom William Herschel.

## Synoniemen
- MCG 1-32-73
- ZWG 42.121
- VCC 1130
- NPM1G +06.0340
- IRAS 12262+0647
- PGC 41072